# Campeonato Panamericano de Béisbol Sub-15 de 2015
El II Campeonato Panamericano de Béisbol Sub-15 de 2015 fue una competición de béisbol internacional disputada en Aguascalientes (México), entre 21 y el 29 de agosto.

## Equipos
- México
- Argentina
- Colombia
- Cuba
- Estados Unidos
- Nicaragua
- Panamá
- República Dominicana
- Venezuela

## Primera fase
| Equipo               | G | P | Av   | Dif |
| -------------------- | - | - | ---- | --- |
| Estados Unidos       | 7 | 1 | .875 | 0   |
| Colombia             | 6 | 2 | .750 | 1   |
| Venezuela            | 6 | 2 | .750 | 1   |
| Cuba                 | 5 | 3 | .625 | 2   |
| Panamá               | 4 | 4 | .500 | 3   |
| República Dominicana | 3 | 5 | .375 | 4   |
| Nicaragua            | 2 | 6 | .250 | 5   |
| México               | 2 | 6 | .250 | 5   |
| Argentina            | 1 | 7 | .125 | 6   |

### Resultados
Fuenteː

## Fase final

### Tercer lugar
Fuente:
| Equipo    | 1 | 2 | 3 | 4 | 5 | 6 | 7 | 8 | 9 | C | H | E |
| --------- | - | - | - | - | - | - | - | - | - | - | - | - |
| Cuba      | 1 | 0 | 0 | 0 | 0 | 0 | 2 | 1 | 0 | 4 | ' | ' |
| Venezuela | 0 | 0 | 0 | 0 | 0 | 3 | 0 | 2 | X | 5 | ' | ' |

LG: José Palacio  LP: Roberto Hernández  

### Final
Fuente:
| Equipo         | 1 | 2 | 3 | 4 | 5 | 6 | 7 | 8 | 9 | C | H | E |
| -------------- | - | - | - | - | - | - | - | - | - | - | - | - |
| Colombia       | 0 | 0 | 0 | 2 | 0 | 0 | 3 | 0 | 0 | 5 | ' | ' |
| Estados Unidos | 2 | 2 | 1 | 0 | 0 | 4 | 0 | 0 | X | 9 | ' | ' |

LG: Branden Boissiere  LP: Hugo Beltrán  

## Líderes individuales

### Bateadores
| Categoría           | Jugador         | Equipo         |
| ------------------- | --------------- | -------------- |
| Porcentaje de bateo | Jared Hart      | Estados Unidos |
| Cuadrangulares      | Tristón Casas   | Estados Unidos |
| Sluging             | Tristón Casas   | Estados Unidos |
| Carreras impulsadas | Juan Aparicio   | Venezuela      |
| Robos de base       | Francisco Acuña | Colombia       |

### Lanzadores
| Categoría        | Jugador      | Equipo    |
| ---------------- | ------------ | --------- |
| Victorias        | Hugo Beltrán | Colombia  |
| Carreras limpias | Hugo Beltrán | Colombia  |
| Ponches          | Nixon Muñoz  | Nicaragua |

## Reconocimientos

### Jugador más valioso
| Posición | Jugador       | Equipo         |
| -------- | ------------- | -------------- |
| 3B       | Justin Malloy | Estados Unidos |

### Equipo estelar
| Posición | Jugador            | Ave. |
| -------- | ------------------ | ---- |
| R        | Rodolfo Bone       | .429 |
| 1B       | Triston Casas      | .440 |
| 2B       | Marcos Martínez    | .517 |
| 3B       | Justyn Malloy      | .429 |
| PC       | Jeremiamh Jackson  | .500 |
| JD       | Raimfer Salinas    | .457 |
| JC       | Jared Hart         | .640 |
| JI       | Rolando de la Cruz | .469 |
| L        | Hugo Beltrán       | .600 |

R: Receptor; 1B: Primera base; 2B: Segunda base; 3B: Tercera base; PC: Parador en corto; JD, JC, JI: Jardineros; L: Lanzadores.